# Egill Reimers
Egill Reimers (Bergen, 18 de julho de 1878 — 11 de novembro de 1946) foi um velejador e arquiteto norueguês, campeão olímpico. Ele competiu nos Jogos Olímpicos de Verão de 1920 na classe 12 Metre e conquistou a medalha de ouro na disputa realizada segundo as regras de 1919 a bordo do Heira II com Olaf Ørvig, Arthur Allers, Thor Ørvig, Erik Ørvig, Johan Friele, Martin Borthen, Kaspar Hassel e Christen Wiese.
Ele é considerado um dos pioneiros da Escola de Bergen, movimento arquitetônico norueguês do início do século XX. Inicialmente, Reimers projetou principalmente vilas e prédios de apartamentos para a classe alta de Bergen. O Bergen Tinghus (tribunal) é considerado sua principal obra; a fachada do edifício neoclássico é dominada por um monumental pórtico de entrada com três arcos ogivais guardados por quatro estátuas simbolizando as quatro virtudes cardeais.